# 烏克蘭國際航空
烏克蘭國際航空（烏克蘭語：Міжнародні Авіалінії України，簡寫：МАУ）是烏克蘭的國家航空公司，故中文一般簡稱烏航。該航空公司的總部設在基輔，樞紐機場是波里斯皮爾國際機場。

## 歷史
烏克蘭國際航空於1992年10月1日成立，同年11月25日開始營運。這是第一間與外國資本合資而成的公司，並且第一間獨聯體國家使用波音737型飛機。航空公司的創始股東為烏克蘭民航協會與愛爾蘭租賃飛機公司吉尼斯泥煤航空（GPA）在1996年，奧地利航空與瑞士航空成為股東之一，共投資900萬美元在新的股權。在2000年，歐洲復興與開發銀行成為股東投資540萬美元。在2011年2月，烏克蘭政府售出61.6%的股份三個小股東，總值3620萬美元。現時，航空公司是由UIA Beteiligungsgesellschaft mbH （59%）、UIA控股（26%）和資本投資項目（15%）所擁有。
由于俄乌冲突的影响，自2015年10月起，俄罗斯当局禁止乌克兰国际航空运营到俄罗斯的航线。2022年2月俄罗斯入侵乌克兰后，乌克兰政府对民航完全关闭了领空，导致该航空公司的运营严重受阻。乌克兰国际航空最初预计于3月23日复航，但最后持续延长停飞时间。2023年4月10日，该航空公司宣布将持续停飞，直到乌克兰解除战时戒嚴令、重新开放领空。
2023年，UIA公司资产被拍卖，其中航司商标卖给Okealos Company LLC同年11月20日，基辅商事法院以该公司拖欠银行债务为由，宣布航司进入破产保护。

## 航點
烏克蘭國際航空的航點包括中亞、西亞、歐洲和北美，而起點都是在基輔的鮑里斯波爾國際機場，還提供一些國內航班。

### 代碼共享協議
烏克蘭國際航空有與以下航空公司進行班號共用：
| - 波羅的海航空 (BT) - 法國航空 （天合聯盟） (AF) - 摩爾多瓦航空 (9U) - 奧地利航空 （星空聯盟） (OS) | - 阿塞拜疆航空 (J2) - 白俄羅斯航空 (B2) - 布魯塞爾航空 （星空聯盟） (SN) - 第聶伯航空 (Z6) | - 西班牙國家航空 （寰宇一家） (IB) - 荷蘭皇家航空 （天合聯盟） (KL) - 葡萄牙航空 （星空聯盟） (TP) - 土耳其航空 （星空聯盟） (TK) |

## 機隊

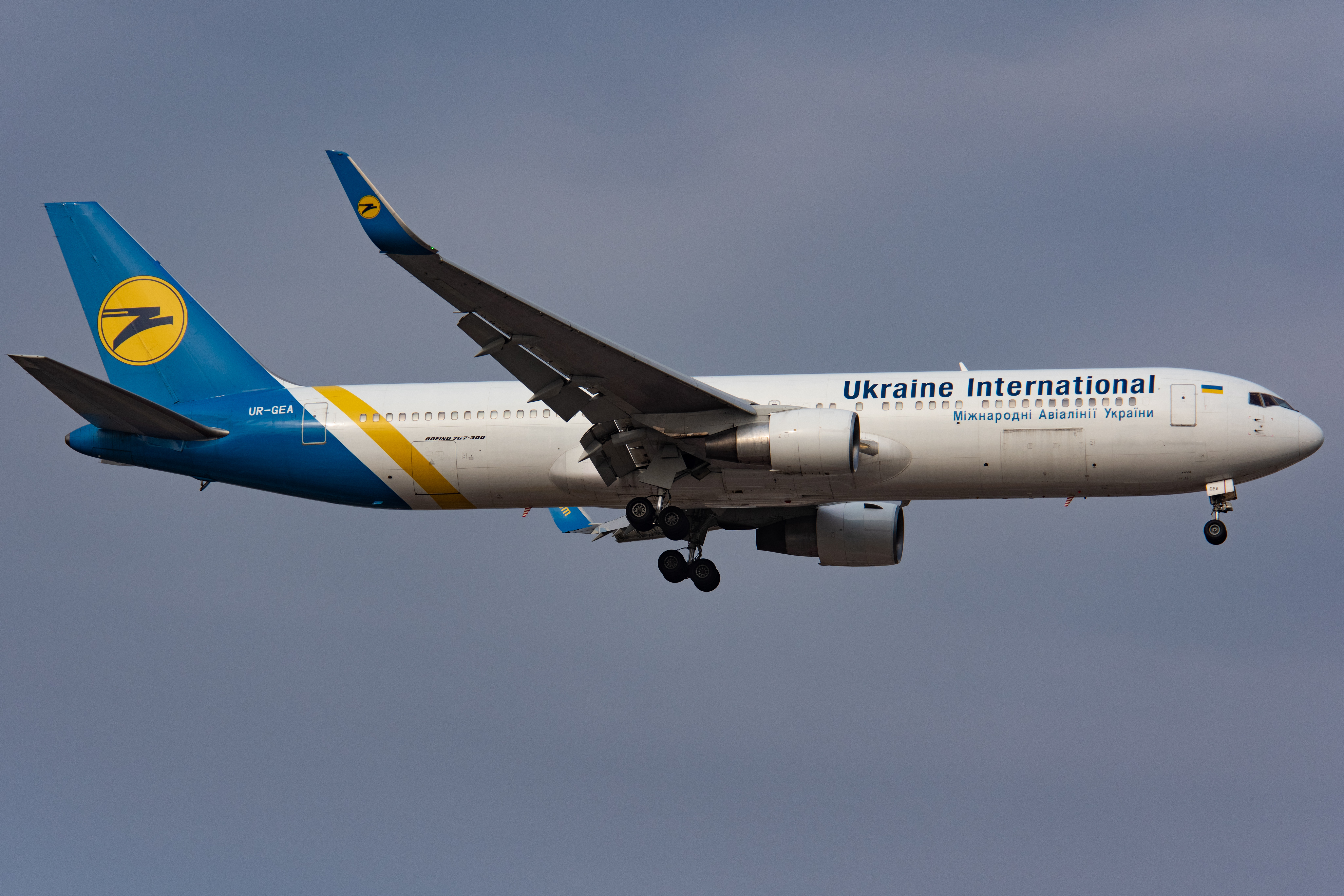
乌克兰国际航空波音767-300ER在北京首都国际机场降落（2020年）

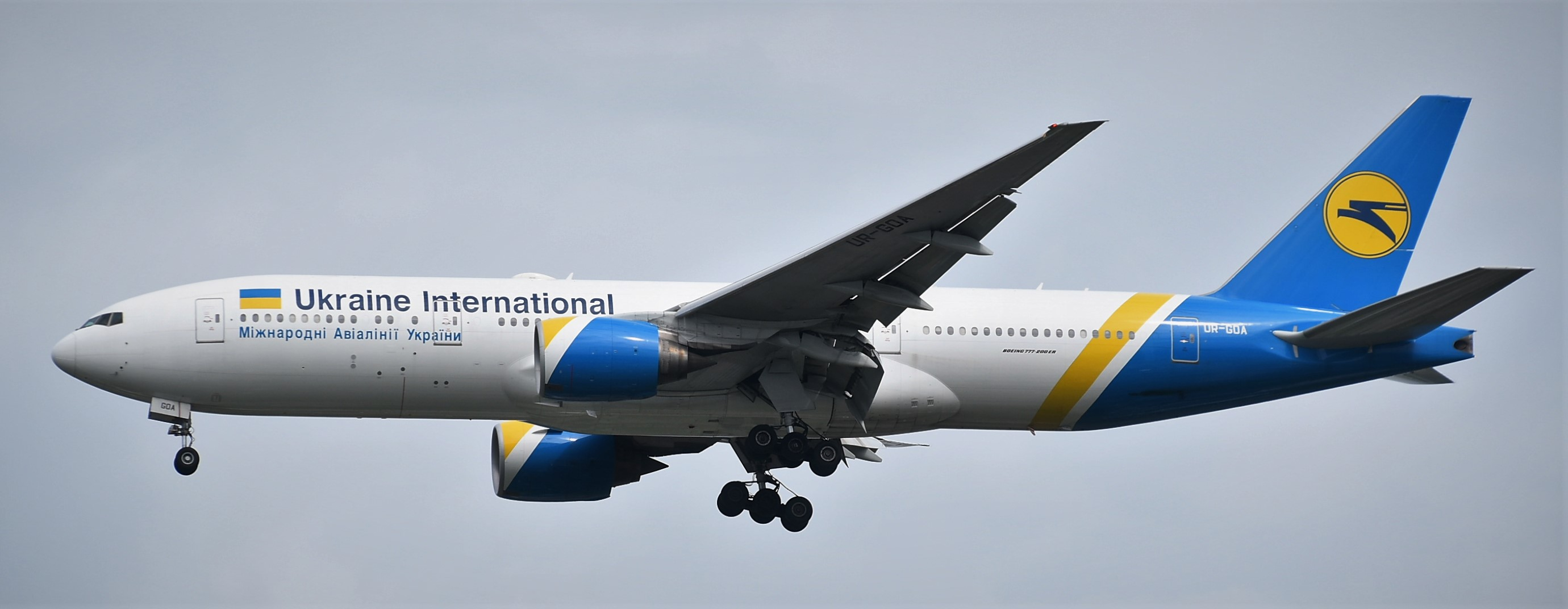
烏克蘭國際航空的波音777-200ER

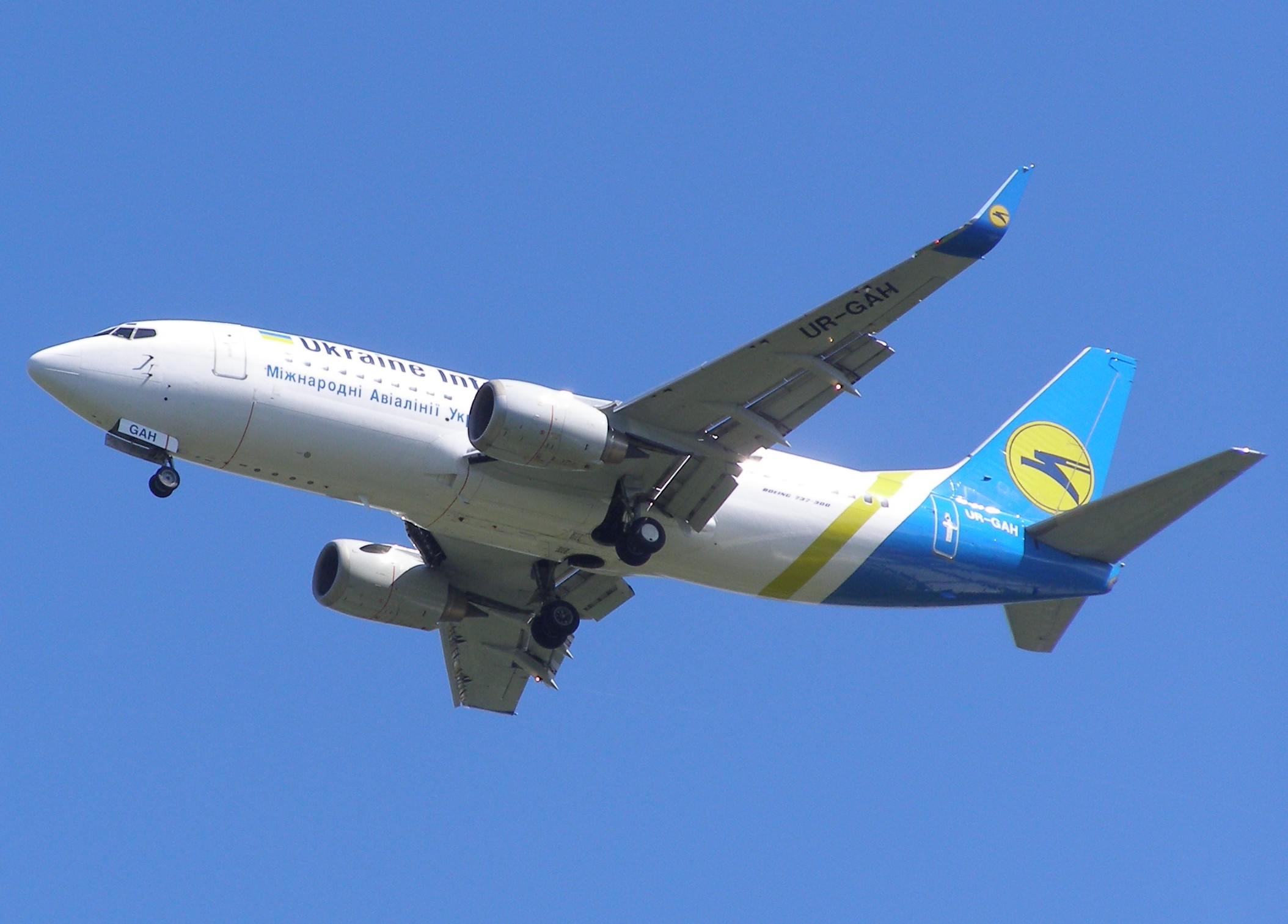
烏克蘭國際航空已退役的波音737-300在倫敦格域機場起飛（2008年）

截至2022年2月，烏克蘭國際航空的機隊平均機齡15年，詳情如下:

## 重大事故
- 2020年1月8日，乌克兰国际航空752号班机从伊朗德黑兰伊玛目霍梅尼国际机场起飞后被伊朗导弹击落坠毁，机上乘员全部遇难。该班机使用波音737-800型客机，载有包括167名乘客在内的176人，原计划飞往乌克兰基辅鲍里斯波尔国际机场。[7]

## 外部連結
- 烏克蘭國際航空官方網站（乌克兰語）（俄文）（英文）
- 烏克蘭國際航空機隊